# Space Generation Advisory Council
Der Space Generation Advisory Council (SGAC), der das Programm der Vereinten Nationen für Raumfahrtanwendungen unterstützt, ist eine Nichtregierungsorganisation und ein professionelles Netzwerk, das „die Ansichten von Studierenden und jungen Raumfahrtfachleuten an die Vereinten Nationen (UN), die Raumfahrtindustrie und andere Organisationen herantragen will.“ SGAC verfolgt das Ziel, Kontakte zu vermitteln, zu inspirieren und für die nächste Generation von Raumfahrtexperten auf globaler Ebene zu werben. Das SGAC-Netzwerk vertritt derzeit über 27.000 Mitglieder in 165 Ländern – das weltweit größte Netzwerk von Studenten, jungen Fachleuten und Absolventen in der Raumfahrtindustrie. SGAC arbeitet in den sechs offiziellen Sprachen der Vereinten Nationen, die offizielle Arbeitssprache ist Englisch.
Das Hauptziel von SGAC ist es, durch seinen Beobachterstatus beim United Nations Committee on the Peaceful Uses of Outer Space (UNCOPUOS) die Stimme der „Space Generation“ gegenüber dem Büro der Vereinten Nationen für Weltraumfragen (UNOOSA) und anderen internationalen Organisationen zu vertreten. Seit 2018 ist die SGAC auch offizieller Partner der International Astronautical Federation (IAF). In diesen Rollen stellt der SGAC die Beteiligung und das Engagement ihrer Mitglieder bei der Entwicklung einer fortschrittlichen Weltraumpolitik sicher, die den Fortschritt der Menschheit durch die friedliche Nutzung des Weltraums unterstützt. Um die Inklusivität zu gewährleisten, ist die Mitgliedschaft im SGAC kostenlos. Die SGAC verspricht ihren Mitgliedern unter anderem folgende Vorteile:
- Zugang zu Konferenzen
- Mitarbeit in multidisziplinären Forschungsgruppen
- Zugang zu kuratierten Nachrichten

## Geschichte
Im Dezember 1997 lud das UN-Sekretariat für Weltraumfragen die International Space University (ISU) ein, im Rahmen der UNISPACE III-Konferenz im Juli 1999 in Wien ein Forum für junge Erwachsene zu organisieren. Das Ergebnis war das Space Generation Forum (SGF), bei dem 160 junge Menschen aus 60 verschiedenen Ländern über Themen im Zusammenhang mit dem Fortschritt der Weltraumforschung diskutierten. Während der Konferenz wurden mehr als 100 Visionen und Ideen entwickelt, die in Form von Empfehlungen formuliert wurden. Die zehn einflussreichsten Ideen wurden in die „Declaration of the Space Generation“ aufgenommen, die von der UNISPACE-III-Vollversammlung als technischer Bericht des SGF angenommen wurde (siehe UN-Dokument A/Conf.184/L.14). Von diesen zehn Empfehlungen wurden fünf in die Wiener Erklärung über Weltraum und menschliche Entwicklung aufgenommen. Eine der Empfehlungen lautete: „Schaffung eines Rates zur Unterstützung des Komitees der Vereinten Nationen für die friedliche Nutzung des Weltraums durch die Sensibilisierung und den Austausch neuer Ideen durch junge Erwachsene. Die Vision ist, die Kreativität und den Elan der jüngeren Generationen zu nutzen, um die Menschheit durch die friedliche Nutzung des Weltraums voranzubringen.“ Daraus entstand der Space Generation Advisory Council in Support of the United Nations Programme on Space Applications.
Seit seiner Gründung ist der SGAC schnell gewachsen. Im Jahr 2001 erhielt der SGAC den Status eines ständigen Beobachters bei der COPUOS der Vereinten Nationen, und im Jahr 2003 erhielt der SGAC einen beratenden Status beim Wirtschafts- und Sozialrat der Vereinten Nationen. Im Jahr 2005 eröffnete die Organisation offiziell ihren Hauptsitz im Europäischen Institut für Weltraumpolitik (ESPI) in Wien und stellte 2006 ihren ersten bezahlten Mitarbeiter ein. 2020 bestand das Netzwerk der Organisation aus über 15.000 Mitgliedern aus 168 Ländern.

## Vision und Zielsetzung
Die Leitvision der SGAC ist es, „die Kreativität und den Elan junger Generationen zu nutzen, um die Menschheit durch die friedliche Nutzung des Weltraums voranzubringen.“ Darüber hinaus erklärt die Organisation, dass „[wir] glauben, dass die Stimme von Studierenden und jungen Fachleuten bei der Gestaltung der internationalen Raumfahrtpolitik gehört werden sollte. Als diejenigen, die zu den wichtigsten politischen Entscheidungsträgern, Anbietern und Nutzern des Weltraums werden, glauben wir, dass es zwingend notwendig ist, ihre Meinung zu berücksichtigen“.
Das Hauptziel des SGAC ist es, „unseren Mitgliedern die Möglichkeit zu geben, ihre Gedanken, Ansichten und Meinungen zur Ausrichtung der internationalen Raumfahrtpolitik einzubringen.“ Weitere Ziele sind:
- Durchführung von Projekten, die für die SGAC-Mitglieder und die internationale Raumfahrtpolitik von Bedeutung sind.
- Bereitstellung eines dynamischen Forums, in dem Hochschulstudierende und junge Fachleute ihr Wissen über Fragen der internationalen Raumfahrtpolitik erweitern, Netzwerke aufbauen und kreativ über die zukünftige Nutzung des Weltraums durch die Menschheit nachdenken können.

## Organisation
Die SGAC wird vom SGAC-Exekutivrat geleitet, der sich aus zwei gewählten Ko-Vorsitzenden sowie 12 gewählten Regionalkoordinatoren (zwei pro UN-Region) zusammensetzt. Der Exekutivrat wird von einem ernannten Exekutivausschuss unterstützt, der sich aus einem Schatzmeister, einem Exekutivbeamten, zwei Ko-Sekretären und anderen Mitgliedern des Exekutivteams zusammensetzt. Der Rest der Organisation besteht aus den nationalen Kontaktstellen, bis zu zwei pro teilnehmende Nation, und den 15.000 Mitgliedern, die das Space Generation Network unterstützen.

### Beirat
Der Beirat setzt sich aus zwölf Mitgliedern zusammen, die jeweils für eine Amtszeit von zwei Jahren gewählt werden.

### Ehrenamtlicher Vorstand
Der Ehrenrat der SGAC setzt sich aus angesehenen Persönlichkeiten zusammen, die der Organisation in der Vergangenheit gedient haben und die die SGAC „für die Förderung ähnlicher Ziele wie die der SGAC anerkennen möchte.“

### Geschäftsführender Direktor
Der Exekutivdirektor der SGAC ist für folgende Aufgaben zuständig:
- die Vertretung der SGAC bei internationalen Veranstaltungen und Konferenzen wie dem Internationalen Astronautenkongress (IAC) und den Vereinten Nationen (insbesondere bei den jährlichen Sitzungen des Ausschusses der Vereinten Nationen für die friedliche Nutzung des Weltraums),
- Leitung der Entwicklung und Umsetzung der SGAC-Strategie,
- enge Zusammenarbeit mit den SGAC-Teams bei der Entwicklung und Erleichterung von Möglichkeiten für die SGAC-Mitglieder im Raumfahrtsektor,
- Mobilisierung neuer Partnerschaften und insbesondere die Suche nach Finanzierungsmöglichkeiten, um die finanzielle Nachhaltigkeit der Organisation zu gewährleisten.

### Betriebsleiter
Der Operations Manager von SGAC ist für die Unterstützung des Managements der SGAC-Aktivitäten verantwortlich. Dazu gehören Projektplanung, Terminplanung und -verwaltung, Kapazitäts- und Auslastungsmanagement, Delegierung von Arbeiten zur Erfüllung der Zielvorgaben und Verfolgung des Status der ausstehenden Arbeiten der verschiedenen SGAC-Teams.

### Vorsitze
Die Ko-Vorsitzenden des SGAC werden vom SGAC-Exekutivausschuss für eine Amtszeit von zwei Jahren gewählt und sind für die Leitung des Exekutivausschusses und die Überwachung der Aktivitäten der SGAC-Mitarbeiter, der vertraglichen Verpflichtungen und der finanziellen Aktivitäten verantwortlich.

### Regionalkoordinatoren
Die Regionalkoordinatoren der SGAC sind Mitglieder des SGAC-Exekutivausschusses. Sie koordinieren die Aktivitäten in ihrer Region, beaufsichtigen die Arbeit der nationalen Kontaktstellen, sind im Exekutivausschuss in SGAC-Fragen stimmberechtigt und wählen die Ko-Vorsitzenden der Organisation.

## Aktivitäten

### Engagement der SGAC bei der UNO
Ziel ist es, eine neue langfristige Vision für die Raumfahrt zu formulieren und zu gestalten, die sich – so weit wie möglich und in Übereinstimmung mit der Raumfahrtagenda der Vereinten Nationen – an den Ansichten der künftigen Generation von Raumfahrtführern orientiert.
- UN-Ausschuss für die friedliche Nutzung des Weltraums (COPUOS) Die SGAC hat den Status eines ständigen Beobachters im UN COPUOS und nimmt regelmäßig an dessen Jahrestagung (im Juni) und an den Sitzungen seiner beiden Unterausschüsse teil: Recht (im März) und Wissenschaft und Technik (im Februar). Als einer von nur 20 ständigen Beobachtern bei COPUOS trägt die SGAC zu den Aktivitäten und Aktionsteams von COPUOS bei. Die SGAC trägt zur Diskussion bei, indem sie Erklärungen und Präsentationen zu den verschiedenen Arbeiten abgibt, die das Netzwerk der SGAC im Laufe des Jahres leistet. Dazu gehören die Berichterstattung über die Empfehlungen, die auf dem jährlichen Space Generation Congress, dem Space Generation Fusion Forum sowie auf regionalen und lokalen Veranstaltungen gesammelt werden.
- UN Office of Outer Space Affairs (OOSA). SGAC arbeitet mit OOSA bei der Förderung von UN-Workshops zusammen und unterstützt SGAC-Mitglieder bei der Teilnahme an verschiedenen Konferenzen in der ganzen Welt. Die Partnerschaft der SGAC mit OOSA zeigt sich auch in ihren Netzwerken.
- UN-Wirtschafts- und Sozialausschuss (ECOSOC) Die SGAC ist stolz darauf, seit 2003 Mitglied des UNO-Wirtschafts- und Sozialausschusses zu sein. In dieser Position nimmt SGAC jedes Jahr an der UN-Generalversammlung teil und vertritt junge Fachkräfte und studierende in diesem wichtigen Weltforum. Die SGAC ECOSOC-Vertreter berichten über die wichtigen Empfehlungen aller UN-Mitgliedstaaten.
- Space Generation Forum 2.0 (SGF 2.0). Im Jahr 2018 wurde das Space Generation Forum 2.0 abgehalten, um fast zwei Jahrzehnte seit dem ersten Space Generation Forum (jetzt SGC) der SGAC bei UNISPACE III im Jahr 1999 zu feiern. Das Forum fand vom 16. bis 17. Juni 2018 in Wien statt, als sich die internationale Weltraumgemeinschaft zum High Level Forum, UNISPACE+50 und der 61. Sitzung des COPUS traf. Sieben Arbeitsgruppen wurden unter Berücksichtigung der vier Säulen (Weltraumwirtschaft, Weltraumdiplomatie, Weltraumgesellschaft, Weltraumzugänglichkeit) und der sieben thematischen Prioritäten gebildet, die den Rahmen darstellen, in dem UNISPACE+50 entwickelt wurde.
- Space for Youth Competition. 2019 haben das UN-Büro für Weltraumangelegenheiten (UNOOSA) und der Space Generation Advisory Council (SGAC) den Space for Youth Competition für Studierende und junge Berufstätige ausgeschrieben. Der Wettbewerb zielt darauf ab, neue Ideen und Vorschläge zur Bewältigung von Klimaherausforderungen mit Hilfe des Weltraums einzubringen und damit einen Beitrag zu den Nachhaltigen Entwicklungszielen (SDGs) der UN zu leisten. Auf UN-Ebene sind Jugendentwicklung und Jugendengagement Querschnittsthemen in der Agenda 2030 für nachhaltige Entwicklung. Die UN-Jugendstrategie, die vom Generalsekretär im September 2018 vorgestellt wurde, erkennt an, dass die Befähigung, Entwicklung und das Engagement junger Menschen sowohl Ziele als auch Mittel zum Aufbau einer besseren Welt sind.

### Veranstaltungen
- Space Generation Congress (SGC). Der SGAC veranstaltet jährlich den Space Generation Congress, der in Verbindung mit dem von der International Astronautical Federation (IAF) organisierten International Astronautical Congress (IAC) stattfindet. An der Veranstaltung nehmen etwa 150 junge Fachleute teil. Die Teilnehmer sind SGAC-Mitglieder, die im Rahmen eines Bewerbungsverfahrens ausgewählt werden. Der Kongress befasst sich mit zahlreichen Themen, darunter: Agenturen, Industrie, Gesellschaft, Exploration und Öffentlichkeitsarbeit. Die Ergebnisse und Empfehlungen des Kongresses werden bei den Vereinten Nationen im Rahmen der UN COPUOS-Sitzungen des folgenden Jahres vorgestellt. Der Space Generation Congress findet jedes Jahr an einem anderen Ort statt. Dies liegt daran, dass der Kongress in Verbindung mit dem Internationalen Astronautenkongress (IAC) abgehalten wird, der jährlich wechselt.
- Space Generation Fusion Forum (SGFF) Das erste Space Generation Fusion Forum fand in Verbindung mit dem National Space Symposium am 15. und 16. April 2012 in Colorado, USA, im The Broadmoor Resort statt. Das SGFF ist inzwischen zu einer jährlichen Veranstaltung in Verbindung mit dem Space Symposium in Colorado, USA, geworden. Das SGFF bietet der nächsten jungen Generation von Führungskräften des Raumfahrtsektors aus Regierung, Industrie und Wissenschaft die Möglichkeit, sich in interaktiven Panels über aktuelle, brisante Raumfahrtthemen auszutauschen.
- SGx. In Zusammenarbeit mit Future Space Leaders Foundation (FSLF) und SATELLITE ist SGx eine technologieorientierte Veranstaltung, die junge Fachleute, Branchenexperten und führende Regierungsvertreter zusammenbringt, um dringende Probleme und innovative Ideen zu diskutieren.
- Regionale Veranstaltungen. Die Space Generation Workshop-Reihe wurde mit dem Ziel ins Leben gerufen, Mitgliedern die Möglichkeit zu geben, regionale Perspektiven zu Raumfahrtaktivitäten auszutauschen. Es handelt sich um regionale Veranstaltungen, bei denen Studierende und junge Fachleute zusammenkommen, um aktuelle und künftige Chancen und Herausforderungen aus regionaler Sicht zu diskutieren.
- Lokale Veranstaltungen. Die Zunahme der lokalen SGAC-Veranstaltungen, SG[Country], Partnered Events und Endorsed Events hat zu einem Engagement in weiteren Ländern geführt. Lokale Veranstaltungen wiederum bilden das Rückgrat der SGAC-Aktivitäten in einem Land und tragen wesentlich zur Vernetzung der globalen Raumfahrtgemeinschaft bei.
- Online-Veranstaltungen. SGAC-Projektgruppen, Nationale Kontaktstellen und andere SGAC-Teammitglieder veranstalten regelmäßig SGAC-Webinare und andere Online-Aktivitäten.

Regionale, lokale und Online-Veranstaltungen können von jedem SGAC-Mitglied organisiert werden, indem es einen Vorschlag auf der SGAC-Veranstaltungsplattform einreicht.

### Projektgruppen
SGAC ist in mehrere thematische Fokusgruppen unterteilt. Jede PG widmet sich einem bestimmten raumfahrtbezogenen Thema und dient als Plattform, innerhalb derer die junge Raumfahrtgemeinschaft ihre Meinungen austauschen, diskutieren und über aktuelle Themen debattieren kann.
Ab 2020 hat die Organisation eine Reihe von aktiven Projekten:
- Projektgruppe Kommerzielle Raumfahrt. Die Commercial Space Projektgruppe versteht sich als Forum und „Think-Tank“ zu Themen der kommerziellen Nutzung und der lebendigen Kommerzialisierung von Raumfahrtaktivitäten für Angehörige der jungen Generation. Die Forschungsinteressen der Gruppe liegen in 1) dem Kontext der kommerziellen Raumfahrt, 2) kommerziellen Raumfahrtmodellen und Marktsegmenten, 3) der Rolle von Politik und Recht bei der Gestaltung der kommerziellen Raumfahrtindustrie und 4) Geschäftsmodellen / Unternehmertum. Neben der akademischen Forschung ist es das Ziel der Gruppe, die Beteiligung junger Menschen an kommerziellen Raumfahrtaktivitäten durch Wettbewerbe, runde Tische, Webinare und ähnliches zu motivieren und zu unterstützen.
- Projektgruppe Weltraumrecht und -politik. Die Space Law & Policy Project Group wurde im Sommer 2012 auf Initiative von SGAC-Mitgliedern gegründet, die eine juristische Ausbildung anstreben und Karrieren im Schnittpunkt zwischen dem juristischen Beruf und der Raumfahrtindustrie aufbauen. Die Gruppe steht allen SGAC-Mitgliedern offen und dient als Forum für interessierte junge Berufstätige und Universitätsstudierende, die zusammenarbeiten möchten, um sich in der globalen Diskussion über die rechtlichen und politischen Aspekte des Weltraums Gehör zu verschaffen. Die Projektgruppe widmet sich der Untersuchung und Behandlung aktueller Fragen des internationalen und nationalen Weltraumrechts und der Weltraumpolitik sowie der Vorwegnahme wahrscheinlicher weltraumrechtlicher und -politischer Fragen in den kommenden Jahrzehnten und wird Projekte verfolgen, die für den Bereich des Weltraumrechts und der Weltraumpolitik sowie für die internationale Weltraumgemeinschaft im weiteren Sinne von Bedeutung sind.
- Projektgruppe Erdnahe Objekte (NEO). Die Projektgruppe für erdnahe Objekte widmet sich der Aufgabe, die weltweite Gemeinschaft der Planetenverteidigung bei der Bewältigung einer der größten Herausforderungen der Natur zu unterstützen. Durch Jahresberichte, Wettbewerbe, Teilnahme an Konferenzen und Projekte zur Öffentlichkeitsarbeit im Zusammenhang mit erdnahen Objekten bietet die Gruppe eine jugendliche Perspektive für die planetarische Verteidigung.
- Projektgruppe Weltraumsicherheit und Nachhaltigkeit (SSS) Die Weltraumumgebung ist ein internationaler Bereich und erfordert gemeinsame Anstrengungen aller Raumfahrtnationen, um die Sicherheit und Nachhaltigkeit dieser Umgebung zu gewährleisten. Daher ist es von entscheidender Bedeutung, dass in der Weltraumgemeinschaft ein breiteres Bewusstsein für eine internationale Kultur der Weltraumsicherheit und Nachhaltigkeit geschaffen wird.  Die Projektgruppe für Weltraumsicherheit und Nachhaltigkeit wird dazu beitragen, ein Höchstmaß an Einheitlichkeit bei Vorschriften und Normen, Verfahren und Organisation im Bereich der Weltraumsicherheit und Nachhaltigkeit zu erreichen. Erreicht werden soll dies durch Sitzungen, Berichte, Konferenzpräsentationen, Wettbewerbe und Outreach-Projekte.
- Projektgruppe Kleinsatelliten (SSPG). Kleinsatellitenprogramme sind besonders attraktiv, da sie „erschwinglich“ sind. Es wird keine Überraschungen geben, wenn in naher Zukunft immer mehr Entwicklungsländer, Gruppen aus der akademischen Welt oder sogar kleine Teams von Raumfahrt-Enthusiasten ihre eigenen Raumfahrtmissionen auf der Grundlage von Kleinsatelliten entwickeln. Die Kleinsatellitenplattform richtet sich an neue Akteure wie Entwicklungsländer, Studierende und Amateure. Der SGAC hat die sich verändernde Landschaft der Weltraumforschung mit Kleinsatelliten erkannt und die Projektgruppe für Kleinsatelliten ins Leben gerufen.

- Space Exploration Project Group (SEPG). Die SGAC-Projektgruppe für Weltraumexploration befasst sich mit laufenden und künftigen bemannten und unbemannten Missionen im tiefen Weltraum. Hauptziel der Gruppe ist es, ein internationales und interdisziplinäres Forum zu schaffen, das sich mit verschiedenen Aspekten der Weltraumforschung befasst, darunter: Entwicklung von Explorationstechnologien und -kapazitäten; Verbesserung der Sicherheit; Leistung der Weltraum-, Erd- und angewandten Wissenschaft; Suche nach Leben; Förderung der wirtschaftlichen Expansion und vieles mehr. Im Mittelpunkt steht der globale Explorationsfahrplan (Global Exploration Roadmap, GER), der derzeit von 14 Raumfahrtbehörden auf der ganzen Welt entwickelt wird. Die GER-Strategie spiegelt die internationalen Bemühungen wider, die gemeinsame Erforschung des Weltraums vorzubereiten, angefangen bei der Internationalen Raumstation, über die Erforschung erdnaher Asteroiden bis hin zur Vorbereitung einer bemannten Mission zum Mars.
- Projektgruppe Ethik und Menschenrechte (EHR). Die Vision dieser Projektgruppe ist es, herauszufinden, wie die Raumfahrttechnologie am besten zur Verwirklichung der Ziele der Vereinten Nationen im Bereich der Menschenrechte und der nachhaltigen Entwicklungsziele beitragen kann. Gleichzeitig wird die Projektgruppe eine Plattform für die Vielfalt der Menschen sein, die den Raumfahrtsektor ausmachen, um dessen Entwicklung so zu gestalten, dass sie für die gesamte Menschheit repräsentativ ist.
- Projektgruppe Weltraummedizin und Biowissenschaften (SMLS) Die Projektgruppe Weltraummedizin und Biowissenschaften soll eine internationale, interprofessionelle und interdisziplinäre Plattform für junge Fachleute mit Interesse an der Weltraummedizin und den Biowissenschaften bieten. Die Gruppe bietet Studierende und jungen Fachleuten die Möglichkeit, sich an den laufenden Aktivitäten im Bereich der Weltraummedizin zu beteiligen, um die menschliche Gesundheit auf der Erde, im erdnahen Orbit und darüber hinaus zu optimieren. Darüber hinaus will die SMLS Ideen der nächsten Generation zur Lösung der heutigen gesundheitlichen Herausforderungen fördern und unterstützen.
- Weltraumtechnologien für Erdanwendungen (STEA). Die Projektgruppe Space Technologies for Earth Applications (STEA) soll ein globales und interdisziplinäres Forum für Studierende und junge Fachleute bieten, die sich für die Anwendung von Weltraumtechnologien zur Verbesserung des Lebens auf der Erde interessieren.
- Weltraum & Cybersicherheit. Diese Projektgruppe knüpft an die Ergebnisse der Arbeitsgruppe Space & Cybersecurity auf dem European Space Generation Workshop (ESGW) 2018 in Bukarest an, um die Notwendigkeit zu betonen, über das Wesen des Weltraums und der Cybersicherheit nachzudenken, welche Prioritäten Regierungen und internationale Institutionen setzen sollten, ob Daten quelloffen oder in ihrer Verfügbarkeit beschränkt bleiben sollten, mögliche technische Lösungen für die oben genannten Herausforderungen sowie die Form und den Ursprung von Bedrohungen der Cybersicherheit im Weltraum.

### Stipendien
In ihrem Bestreben, den Beitrag und das Engagement der Jugend in internationalen Raumfahrtfragen zu erhöhen, bemüht sich die SGAC um die Bereitstellung finanzieller Mittel für ihre Mitglieder. Die SGAC vergibt das ganze Jahr über zahlreiche Stipendien an Universitätsstudierende und junge Berufstätige. Diese Stipendien ermöglichen es einer größeren Anzahl von Mitgliedern, sich an der Gestaltung der internationalen Raumfahrtpolitik zu beteiligen, sei es durch die Teilnahme an der UN COPUOS, durch Präsentationen oder durch die Teilnahme am Jahreskongress der SGAC, dem International Astronautical Congress (IAC), oder an themenspezifischen Seminaren in aller Welt. Auf der Webseite der SGAC werden regelmäßig die verfügbaren Stipendienmöglichkeiten für die Teilnahme am Space Generation Congress (SGC), International Astronautical Congress (IAC), Space Generation Fusion Forum (SGFF), Space Symposium (SS), Space Generation Workshops (SGWs) und anderen Raumfahrtveranstaltungen veröffentlicht.

### Berufliche Entwicklung
Mit Ausnahme eines bezahlten Mitarbeiters – des SGAC-Geschäftsführers und des SGAC-Betriebsleiters – sind alle Führungspositionen und Mitglieder der SGAC ehrenamtlich für die Organisation tätig. Die SGAC schreibt jeden Monat freie Stellen aus, die auf der SGAC-Stellenseite eingesehen werden können. Die ehrenamtliche Tätigkeit bei SGAC ermöglicht es den Mitgliedern, auf der SGAC-Team-Webseite international als Teil der Führung der Organisation anerkannt zu werden, und bietet Möglichkeiten, sich als Führungskraft im Raumfahrtsektor weiterzuentwickeln.
Die SGAC bietet raumfahrtbezogenen Organisationen auch die Möglichkeit, offene Stellen direkt auf der SGAC-Website über die SGAC-Jobbörse zu veröffentlichen.

## Alumni- und Mentoring-Programm
Das SGAC Alumni-Programm wurde auf dem Space Generation Forum 2.0 im Jahr 2018 ins Leben gerufen, um den Kontakt zu SGAC-Alumni wiederherzustellen und das Potenzial des SGAC-Alumni-Netzwerks zur Unterstützung anderer SGAC-Aktivitäten zu nutzen. SGAC-Alumni sind SGAC-Mitglieder, denen die Mission und Vision der SGAC am Herzen liegt, die aber die Altersgrenze der SGAC überschritten haben (über ihren 36. Geburtstag hinaus). Die SGAC organisiert eine Reihe von Aktivitäten, um ihre aktuellen Mitglieder mit den SGAC-Alumni zu verbinden und den Austausch von Wissen und Erfahrungen in diesem Zusammenhang zu erleichtern. Zu diesen Aktivitäten gehören SGAC-Alumni-Treffen, SGAC: Through the Generations Event, Alumni Spotlight und Mentoring von SGAC-Mitgliedern als Berater für verschiedene Projekte.
Auf dem Space Generation Forum 2.0 im Juni 2018 in Wien war eine der wichtigsten Empfehlungen, die in Anerkennung der UNISPACE+50 präsentiert wurden, die Förderung der Entwicklung und Unterstützung im Raumfahrtsektor durch Mentoring. Als Reaktion darauf hat die SGAC ein Mentoring-Programm für ihre Mitglieder ins Leben gerufen. Ziel dieses Programms ist es, SGAC-Mitglieder mit Experten im Raumfahrtbereich in Verbindung zu bringen, insbesondere durch unser großes Netzwerk von SGAC-Alumni. Durch das Mentorenprogramm erhofft sich die SGAC, dass ihre Mitglieder Unterstützung und Anleitung erhalten, um ihre Karriere voranzutreiben.